# 中国工商銀行
中国工商銀行（ちゅうごくこうしょうぎんこう、英: Industrial and Commercial Bank of China Limited、簡体字: 中国工商银行。略称は工行、または英文商号からICBCと呼ばれる。）は、中華人民共和国北京市に本店を置く国有商業銀行であり、中国四大商業銀行の一角を占めている。
2007年7月に時価総額では、シティグループを超え、世界第1位に躍り出た。また、2013年7月に、フィナンシャル・タイムズの発行するロンドンの金融専門誌「ザ・バンカー」の銀行ランキングによると、総資産額と営業収益の点では世界第1位の地位を有している。

## 概要
中国建設銀行、中国銀行、中国農業銀行とともに中国四大商業銀行の一角を占め、総資産（約4兆米ドル、約20兆人民元）および営業収益（約6,000億人民元）の点で世界最大の銀行である（2018年時点）。中国全土および国外に17,613の支店網を擁し、ATM設置台数は19,026台、従業員数は424,516人に達する。
1984年より中国人民銀行が中国の中央銀行の機能を専管的に行使することになり、それまで人民銀行が兼ねていた一般銀行業務を引き継がせる際に設立された。
2003年、フォルティスグループからベルギー総合会社の香港支店Generale Belgian Bank を買収した。
2013年7月、フィナンシャル・タイムズの発行するロンドンの金融専門誌「ザ・バンカー」の銀行ランキングで総資産などから初めて世界1位となった。
2019年、アメリカ合衆国大統領のドナルド・トランプが出馬会見で対中関係の引き合いに出すなど2008年から長らくトランプ・オーガナイゼーションとともにニューヨークの5番街にあるトランプ・タワー最大のオフィステナントの1つだったが、米中貿易戦争の影響でリース契約が終了する同年10月31日に1フロアを残してオフィスを移転すると報じられるも、同行はこれを撤回してドナルド・トランプから事業経営を引き継いだエリック・トランプと数フロアを維持する新たな契約を結んだ。

## 株式上場
株式の上場を控えた2006年5月28日にはゴールドマン・サックス（GS）、ドレスナー銀行（アリアンツ傘下）、アメリカン・エキスプレスなどの出資を受けていた。特にGSは26億ドルの巨額の投資を行い、5.8%を保有する大株主となった。GSによる1回の投資額としては過去最高である。
同年10月27日、香港証券取引所と上海証券取引所に上場、株式を公開した。NTTドコモによる1998年の株式公開（184億ドル）を超え、史上最大の株式公開となった。
上場から数ヶ月で株価は大幅に上昇、JPモルガン・チェースやHSBCなど欧米の金融機関の時価総額を次々と追い抜き、ついにバンク・オブ・アメリカと逆転、2007年7月にシティグループを超え、世界第1位に躍り出た。
2012年4月16日、ゴールドマンが保有する株をシンガポールのテマセク・ホールディングスが買い取ると発表された。テマセクは保有率5.3%の大株主となった。